# دینا نیری
دینا نیری (زاده:۱۹۷۹ (۴۵–۴۶ سال)) مقاله‌نویس، نویسنده داستان کوتاه و رمان‌نویس ایرانی آمریکایی و فارغ‌التحصیل کارگاه‌های نویسندگی دانشگاه آیووا است. رمان‌های «یک قاشق چای از زمین و دریا» در سال ۲۰۱۳ و «پناهنده» در سال ۲۰۱۷ از او منتشر شده‌است.

## اوایل زندگی
دینا نیری در شهر اصفهان، کشور ایران در سال ۱۹۷۹ متولد شد. مادرش پزشک و پدرش یک دندانپزشک بود. او هشت سال اول زندگی خود را در اصفهان گذراند و سپس در سال ۱۹۸۸ به همراه مادرش و بردارش به دبی و رم مهاجرت کرد و در نهایت به‌عنوان پناهجو در اکلاهما، ایالات متحده آمریکا مستقر شد.

## لیست آثار

### رمان
- ۲۰۱۳ - یک قاشق چای از زمین و دریا[۶]
- ۲۰۱۷ - پناهنده[۷]

### مقاله
- ۲۰۱۷ - گاردین: پناهنده‌ی ناسپاس: ما به کسی بدهکار نیستیم[۸]
- ۲۰۱۷ - نیویورکر: پدر من، در چهار دیدار بیش از سی سال

## افتخارات
- ۲۰۱۳ - برنده جایزه بهترین نویسنده جدید بارنز اند نوبل برای رمان یک قاشق چای از زمین و دریا[۹]
- ۲۰۱۵ - برنده جایزه او. هنری برای داستان «A Ride out of Phrao"[۱۰]
- ۲۰۱۶ - دریافت جوایز نوشتن خلاق موقوفه ملی هنرها[۱۱]
- ۲۰۱۷ - نامزد فینالیست جایزه رم[۱۲]
- ۲۰۱۷ - نامزد مسابقات کتابهای مجله آنلاین "The Morning News"[۱۳]
- ۲۰۱۸ - بهترین داستان کوتاه آمریکایی برای «یک واقعیت بزرگ» توسط "The Southern Review"[۱۴]
- ۲۰۱۸ - برنده جایزه پل اینگل[۱۵][۱]